# Humbert III van Savoye
Humbert III van Savoye bijgenaamd de Gezegende (Avigliana, circa 1136 – Chambéry, 4 maart 1188) was van 1148 tot 1188 graaf van Savoye. Hij behoorde tot het huis Savoye.

## Levensloop
Hij was de zoon van graaf Amadeus III van Savoye en Mahaut van Albon, dochter van graaf Guigo III van Albon. Humbert III werd geboren in het kasteel van Avigliana nabij de stad Turijn.
In april 1148 stierf zijn vader terwijl die deelnam aan de Tweede Kruistocht. Hierdoor werd de nog minderjarige Humbert III graaf van Savoye. Zijn veertigjarige regeerperiode als graaf van Savoye werd overheerst door conflicten met de keizers van het Heilige Roomse Rijk, verschillende heren en bisschoppen. De belangrijkste reden daarvoor was dat de bisschop van Turijn een vazal was van keizer Frederik I Barbarossa, die ervan droomde om de onbetwistbare dominantie van de hoofdstad van Piëmont te hebben. Dit zorgde ervoor dat Humbert III geleidelijk zijn bezittingen en autoriteit aan Italiaanse zijde moest afstaan en uiteindelijk had hij enkel nog de gebieden tussen de valleien van Susa en Aosta in handen. Toen Humbert III in 1187 de opponenten van keizer Frederik I Barbarossa steunde, kreeg hij de rijksban opgelegd. 
In maart 1189 stierf Humbert III in Chambéry. Zijn dood veroorzaakte een grote rouw onder de bevolking en hij werd als eerste graaf van Savoye begraven in de abdij van Hautecombe.
Tijdens zijn regeerperiode was Humbert eveneens een belangrijk ondersteuner van kerken, kloosters en zette hij zich in voor liefdadigheid, vooral ten opzichte van de armen. Ook steunde hij zijn hele leven de abdij van Hautecombe en stichtte hij in 1188 de abdij Sant'Antonio di Ranverso in Buttigliera Alta. Vanaf bijna direct na zijn dood werd hij als heilige vereerd en er werden hem meerdere mirakels toegeschreven. Zo is hij in Aosta afgebeeld op de façade van de plaatselijke kathedraal. Door Alfonsus van Liguori werd hij ook als een vrome monnik beschreven. In 1838 deed koning Karel Albert van Sardinië, een verre nakomeling van Humbert III, een poging om hem zalig te laten verklaren door paus Gregorius XVI, maar die mislukte. Zijn naamdag valt op 4 maart.

## Huwelijken en nakomelingen
In 1151 huwde Humbert III met Faydiva van Toulouse, de dochter van graaf Alfons Jordaan van Toulouse. Het huwelijk bleef echter kinderloos en in 1154 stierf zijn eerste echtgenote. Daarna hertrouwde Humbert III met Gertrude, dochter van graaf Diederik van Vlaanderen. Omdat Gertrude Humbert echter geen kinderen kon schenken, liet hij zijn tweede huwelijk annuleren. 
In 1164 huwde hij met Clementia van Zähringen, dochter van hertog Koenraad I van Zähringen. Ze kregen volgende kinderen:
- Sofia (1165-1202), huwde met markies Azzo VI van Este
- Alix (1166-1178), verloofd met Jan zonder Land

In 1173 overleed zijn derde echtgenote, waarna Humbert zich korte tijd terugtrok in de abdij van Hautecombe. Omdat hij nog altijd geen mannelijke nakomelingen had, kon de adel hem er in 1177 van overtuigen om voor een vierde keer te trouwen. Hij koos om te huwen met Beatrix van Mâcon, dochter van graaf Gerald I van Mâcon. Ze kregen twee kinderen:
- Thomas I (1178-1233), graaf van Savoye
- een dochter die jong stierf